# Здание Кременчугского общества вспомоществования бедным
Здание Кременчугского общества вспомоществования бедным — одно из немногих сохранившихся дореволюционных зданий города Кременчуг Полтавской области (Украина). Входит в перечень памятников архитектуры города. В здании располагается городская типография («Кременчуцька міська друкарня»).

## История

### Благотворительное общество
Постройка здания связана с деятельностью одной из старейших благотворительных организаций Кременчуга — общества вспомоществования бедным, первые упоминания о котором в адресных книгах относятся к концу XIX века. Среди членов попечительского комитета общества, как и среди рядовых его членов, находилось много известных кременчужан. Должность секретаря занимал композитор Михаил Николаевич Колачевский. В обществе состояли: доктор медицины, главный врач губернской земской больницы, гласный городской думы, Авксентий Трофимович Богаевский; пастор лютеранской церкви Евгений Карлович фон-Финднер; купец Ефим Файдыш и другие. Многие городские головы и председатели уездного земства были непременными членами комитета, в частности, Андрей Яковлевич Изюмов.
Под опекою общества находился приют для малолетних сирот, а также богадельня и приют для престарелых и увечных бедных. Подъём экономики города в начале XX века способствовал развитию благотворительности. В 1904 году при обществе, кроме приюта, существовали женская ремесленная школа, вечерняя бесплатная школа грамоты и контора по найму служащих общества. Увеличение поступлений позволило приступить в 1910 году к сооружению нового двухэтажного каменного здания по улице Киевской (ныне улица Победы). В августе 1910 года местная газета «Кременчугская жизнь» сообщила о том, что строительство здания завершено, но официальное освящение отложено до середины сентября. После открытия здания на первом этаже разместилась ремесленная школа и приют, на втором — 2-я приходская школа.

### Высшее иудейское учебное заведение
В период с 1917 до 1921 года власть в городе многократно менялась. Судьба благотворительного общества после 1917 года неизвестна. В конце весны 1918 года, когда в городе была установлена власть гетмана Скоропадского, бывшее здание общества было приобретено раввином Ихиэль Цви Гирш Гурари — состоятельным кременчужанином, владельцем табачной фабрики, сторонником иудейского движения Хабад. Здание было передано иешиве «Томхей Тмимим».
Иешива была основана в сентябре 1897 года в деревне Любавичи (ныне Смоленская область), где действовала около двадцати лет, став одной из самых престижных иешив России. В ходе Первой мировой войны и последовавшей Гражданской войны, иешива была перенесена в Кременчуг, где с конца весны — начала лета 1918 года продолжила свою деятельность. Цви Гурари, предоставивший иешиве здание, был одним из её первых выпускников. Ученик раввина Элиэзера Наноса писал: «В 1914 году разразилась война, которую потом назвали Первой мировой. Через три года, в 1917 году, фронт стал приближаться к Любавичам, и иешиву перевели в Кременчуг. Там ученики и преподаватели разместились в доме одного богатого еврея по фамилии Кричевский, а затем хасид раввин Цви Гурари выделил для иешивы двухэтажное здание с большим подвалом. Ученики и преподаватели разместились в самом здании, а в подвале была устроена кухня». Основатель иешивы писал следующее: «…в настоящее время в Кременчуге находятся 42 старших учащихся… Ночуют и питаются они в доме Гурари, который недавно купил двор (за 75 тысяч) и отдает его „Томхей Тмимим“. В доме 16 просторных комнат на двух этажах, кроме того говорит, что есть там хорошие залы, подходящие для учёбы, а также место для ночлега и питания и, разумеется, кухня».
В 1919 году, в период советской власти, иешива была признана высшим еврейским учебным заведением, учащиеся были признаны студентами и получали порцию хлеба и талоны на питание. Большая иешива летом 1920 года перебазировалась в Ростов-на-Дону. Малая и средняя иешивы действовали в городе до лета 1930 года, в том числе находясь под запретом.

### Высшее педагогическое учебное заведение
При советской власти, в 1920 году, в Кременчуге открывается первое высшее светское учебное заведение — трёхгодичные педагогические курсы с украинским языком преподавания. Курсы разместились в опустевшем здании иешивы. Кроме того, в здании разместились 6-месячные курсы социального воспитания, что вело к тесноте и вызывало недовольство администрации. Подавляющее большинство преподавателей имели высшее образование. Преподавателем экономических дисциплин служил М. М. Нечаев, будущий создатель Кременчугского краеведческого общества, автор экономических разделов первого довоенного краеведческого очерка «Кременчук». Преподавателем музыки и пения работал П. М. Сапсай — выпускник Московской консерватории, создатель украинской народной хоровой капеллы имени Николая Витальевича Лысенко. Курсы размещались в здании до лета 1923 года. 30 августа 1923 года газета «Наш путь» опубликовала заметку о выделении для курсов здания бывшего Александровского реального училища, в котором до этого размещалась дивизионная школа.

### Трудовая, фабрично-заводская и средняя школы
Освободившееся здание было передано отделу народного образования, который разместил в нём две трудовые школы — украинскую и еврейскую. По состоянию на 1930 год, в здании находились трудовые семилетние школы № 4 и № 12. В связи с индустриализацией страны и переходом ко всеобщему неполному среднему образованию в городах, в 1931 году система образования реформируется. Большинство трудовых семилетних школ превращается в семилетние школы фабрично-заводского обучения (ФЗС). Трудовая школа № 4 становится ФЗС № 4. Трудовая школа № 12 переводится в район Ревовки и Новоалександровского хутора. После унификации системы образования в 1934 году ФЗС № 4 получает название средней школы № 4.

### Городская типография
Во время Второй мировой войны здание школы сгорело. Сохранившаяся кирпичная коробка была передана для восстановления под городскую типографию. Проект восстановления был составлен в 1950 году Полтавским облпроектом (архитектор В. А. Пасечный, старший инженер Попова). При восстановлении было принято решение о сохранении довоенной отделки здания. Учитывая художественные достоинства здания и типичную для Кременчуга архитектуру, исполнительный комитет Кременчугского городского совета народных депутатов решением № 273 от 07.04.1988 года внёс здание в перечень охраняемых объектов как памятник архитектуры местного значения.